# Денис Меквејл
Денис МцКуаил (12. април 1935, Лондон – 25. јун 2017.)   је био британски теоретичар комуникације, професор емеритус на Универзитету у Амстердаму, који се сматра једним од најутицајнијих научника у области студија масовних комуникација. 

## Рад
Мекквилова најпознатија књига, Теорија масовне комуникације, детаљнио разматра концепт масовне комуникације и као таква постаје неизоставна комуниколошка литература на универзитетима. Конкретно, говори о значају масовних медија и како они утичу на појединца и друштво, а не фокусира се на дефиниције модела уопште. „Три основна циља: ажурирање и узимање у обзир недавне теорије и истраживања; проширење, како би се одразило континуирано ширење поља; појашњење и побољшана презентација (стр. 13)“. У 10. поглављу, Меквејл говори о будућности масовне комуникације и наводи да је она или друштвено фрагментирана или уједињујућа. Он истиче неколико ствари о томе како медији морају бити друштвено одговорни да би били ефикасни.
МекКвејл посебно помиње у Теорији масовних комуникација потешкоће које окружују идентификацију специфичних употреба медија, као и потешкоће у разумевању рецепције коју може имати било који одређени медиј. МцКуаил користи медиј телевизије као пример и напомиње да се упркос бројним променама и проширењима до којих је дошло, телевизија и даље првенствено посматра као медиј породичне забаве.